# Christian Frederik Lütken
Christian Frederik Lütken (4 de octubre de 1827, Sorø - 1901) fue un naturalista danés.
Luego de una carrera militar hasta 1852, se decide a dedicarse a la Historia natural, habiéndose dado la baja del Ejército como 1.er. Tte. De 1856 a 1862, es docente en la Universidad de Copenhague y se especializará en zoología. Pasaría a asistente de Japetus Steenstrup (1813-1897) en el "Museo de Zoología de Copenhague.
En 1861, publica sus observaciones de insectos y de vertebrados en Bidrag til Kundskab om Brasiliens Padder og Krybdyr, con Johannes Theodor Reinhardt (1816-1882).
Obtienee un puesto en la "École polytechnique" en 1877, y, cuatro años más tarde deja la universidad. En 1885, sucede a Steenstrup en la silla de zoología. Se retira en 1899, luego de un ataque de parálisis. Hector Frederik Estrup Jungersen (1854-1917) lo sucederá.
Lütken trabajó con insectos y moluscos, pero también sobre la mayoría de todas las especies vivients, particularmente equinodermos y peces. Numerosas especies se nombraron a él.
Como maestro, publicó un número de obras de historia natural, de gran suceso.
Fue miembro de la Zoological Society of London en 1879.

## Algunas publicaciones
- 1877. Korte bidrag til nordisk Ichthyographi. I. Foreløbige Meddelelser om nordiske Ulkefiske (Cottoidei). Vidensk. Medd. Naturh. Foren. Kjøbenhavn 1876–1877: 355–388, 72–98
- 1898. The ichthyological results. Danish Ingolf Expedition, II. Copenhague: 215–254, Pl. 1–4
- La abreviatura «Lutken» se emplea para indicar a Christian Frederik Lütken como autoridad en la descripción y clasificación científica de los vegetales.[1]

## Abreviatura (zoología)
La abreviatura Lutken  se emplea para indicar a Christian Frederik Lütken como autoridad en la descripción y taxonomía en zoología.